# Wieczornik damski
Wieczornik damski (Hesperis matronalis L.) – gatunek rośliny z rodziny kapustowatych.
Występuje w Europie i Azji. W Europie rośnie na południe od Francji, Austrii, Słowacji, południowych krańców Polski, Ukrainy i w południowej Rosji (przy czym gatunku brak na południowych krańcach kontynentu), a w Azji w Turcji, regionie Kaukazu, w Kazachstanie, Kirgistanie i zachodnich Chinach (Sinciang).
W Polsce gatunek w całym kraju jest uprawiany i wszędzie spotykany jako dziczejący. Naturalnie rośnie w Bieszczadach wieczornik śnieżny o niepewnym statusie taksonomicznym – uznawany albo za osobny gatunek (H. nivea), albo za podgatunek wieczornika damskiego (H. matrionalis subsp. candida). 
Roślina jest szeroko rozprzestrzeniona w uprawie i w wielu miejscach dziczeje – w niemal całej Europie, w Ameryce Północnej i Południowej, w Japonii i Nowej Zelandii.

## Morfologia

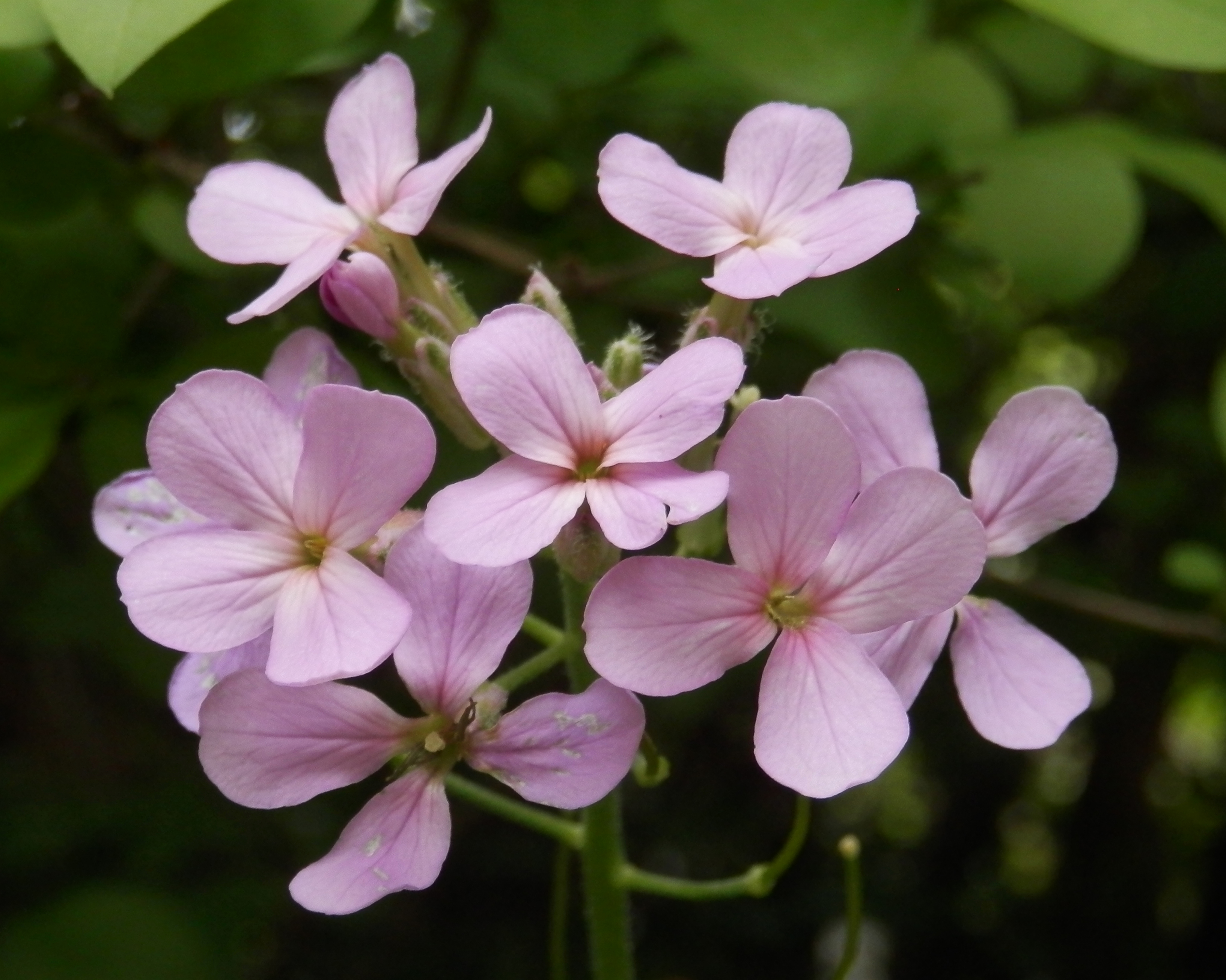
Kwiaty

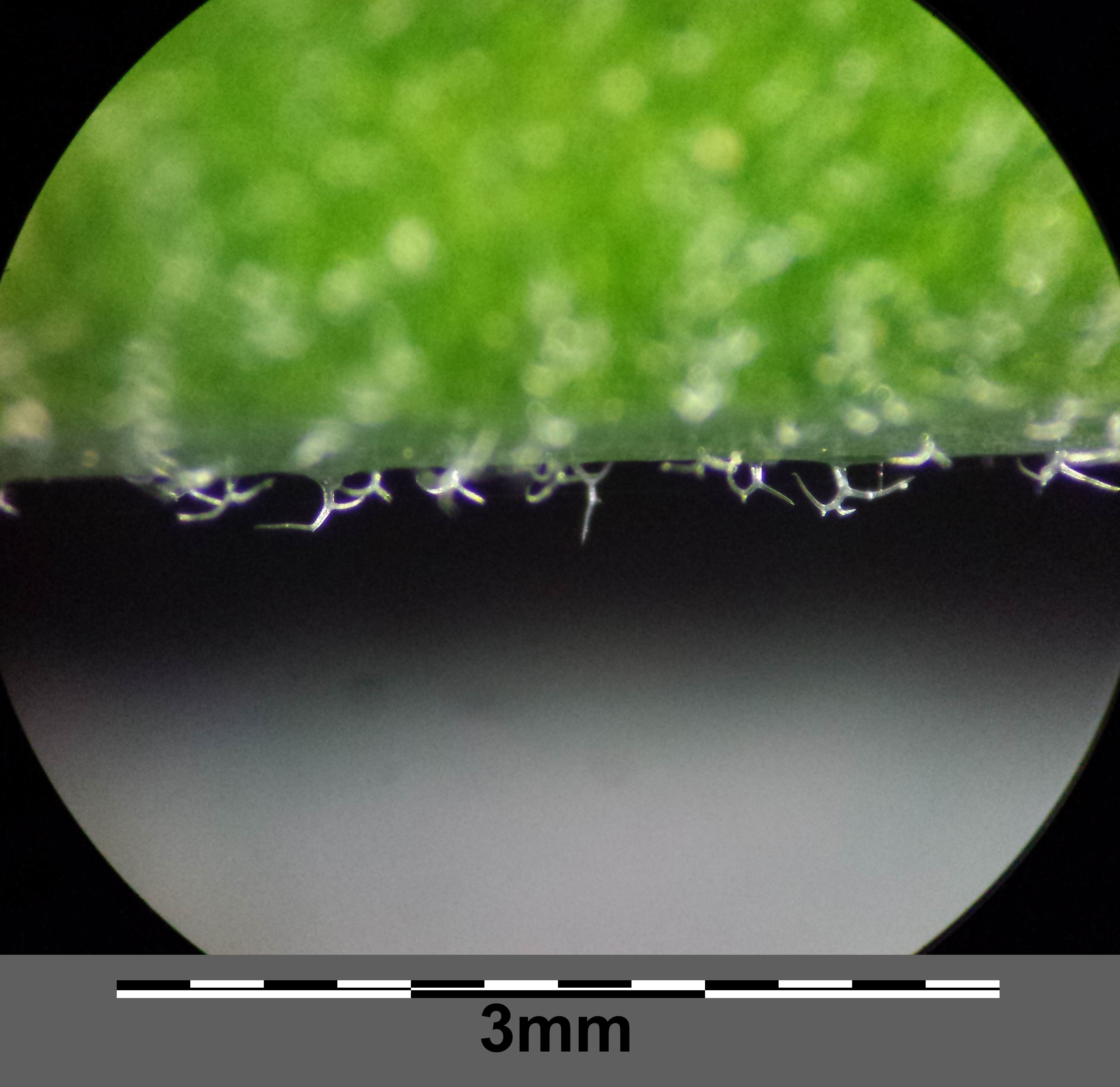
Charakterystyczne dla podgatunku typowego dwudzielne włoski

PokrójRoślina zielna o łodydze prostej, wzniesionej, o wysokości 30–100 cm. Zwykle pędy są owłosione, rzadko nagie. Włoski pojedyncze i dwudzielne, brak włosków gruczołowych.
LiścieOdziomkowe liście osiągają do 15 cm długości, są długoogonkowe i zamierają w czasie kwitnienia. Na dole łodygi ogonkowe, na górze niemal siedzące. Blaszka jajowatolancetowata, ząbkowana do niemal całobrzegiej, zaostrzona.
KwiatyZebrane w kwiatostan groniasty. Działki kielicha podługowatojajowate, do 7,5 mm długości, owłosione, mocno zwłaszcza w końcowej części. Płatki korony liliowe lub rzadko białe, jajowate, całobrzegie lub słabo i rzadko wycięte albo krótko zaostrzone, osiągające do 18 mm długości. Pręcików jest 6, słupek pojedynczy.
OwoceŁuszczyny równowąskie, na przekroju obłe, z krótkim dzióbkiem. Osiągają do 12 cm długości i do 2 mm średnicy. Rozwijają się na szypułkach odstających i osiągających do 2,5 cm długości. Nasiona mają długość 3–3,5 mm. Masa 1000 nasion wynosi 2,8 g.
Gatunki podobneWieczornik leśny H. sylvestris ma pędy okryte także włoskami gruczołowatymi. Mające niepewny status taksonomiczny wieczornik śnieżny H. nivea i wieczornik biały H. candida (lub H. matrionalis subsp. candida) różnią się białymi kwiatami, w pierwszym wypadku niemal nagimi łuszczynami, a w drugim – brakiem włosków dwudzielnych.

## Biologia i ekologia

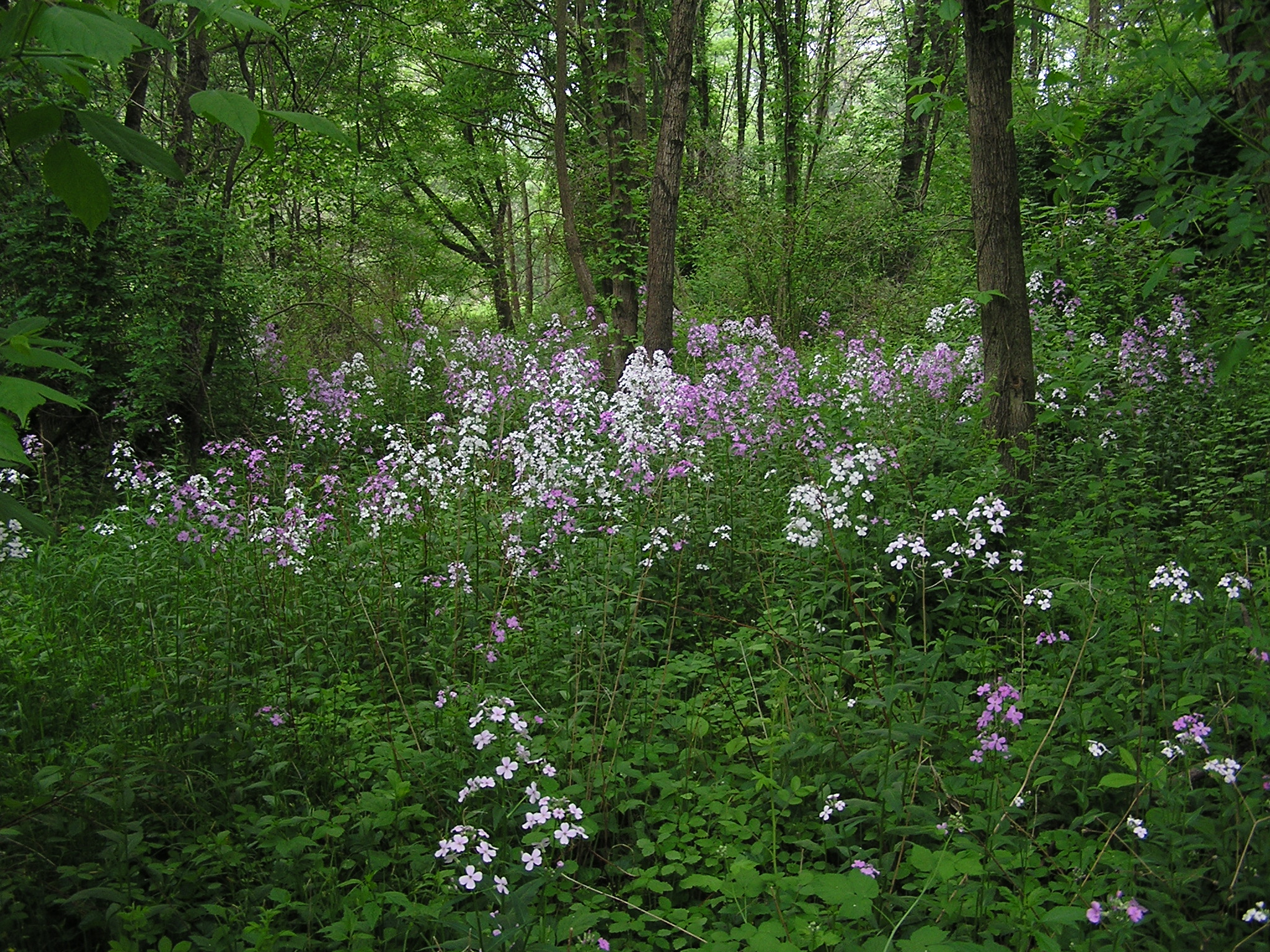
Wieczornik damski jako gatunek inwazyjny w lasach Pensylwanii

Roślina dwuletnia i krótkowieczna bylina. Kwitnie w maju i czerwcu. Kwiaty silnie pachnące (zapach określany jest jako fiołkowy), zapylane są przez pszczoły, muchówki i motyle. Wieczornik damski rośnie w naturze w miejscach cienistych i wilgotnych. Ważna roślina pokarmowa dla gąsienic zorzynka rzeżuchowca.
Jako gatunek dziczejący na obszarach poza naturalnym zasięgiem uznawany jest za gatunek inwazyjny, oddziałujący negatywnie na środowisko naturalne ze względu na tworzenie zwartych skupisk i wypieranie gatunków rodzimych w zaroślach, widnych lasach, wzdłuż strumieni. Ze względu na to, że gatunek jest też gospodarzem dla licznych wirusów chorobotwórczych dla roślin kapustowatych – może mieć też negatywny wpływ na ich uprawy.

## Systematyka
Gatunek jest bardzo zmienny. W jego obrębie wyróżnia się różną liczbę podgatunków w zależności od ujęcia. Według The Plant List pięć podgatunków (poza nominatywnym) ma status zweryfikowany:
- Hesperis matronalis subsp. adzharica Cullen
- Hesperis matronalis subsp. candida (Kit.) Hegi & Em.Schmid
- Hesperis matronalis subsp. cladotricha (Borbás) Hayek
- Hesperis matronalis subsp. nivea Kulcz.
- Hesperis matronalis subsp. voronovii (N.Busch) P.W.Ball

## Nazewnictwo
Synonimy taksonomiczne
- Antoniana sylvestris Bubani
- Crucifera matronalis E.H.L.Krause
- Deilosma inodorum Fuss
- Deilosma matronale Andrz. ex DC.
- Deilosma niveum Fuss
- Deilosma runcinatum Fuss
- Deilosma sibirica Andrz. ex DC.
- Hesperis adenosepala Borbás
- Hesperis alba J.S. Muell.
- Hesperis heterophylla Ten.
- Hesperis oblongipetala Borbás ex Murr
- Hesperis oreophila Kitag.
- Hesperis pontica Zapał.
- Hesperis pseudonivea Tzvelev
- Hesperis sibirica L.
- Hesperis unguinosa Schrank

## Zastosowanie

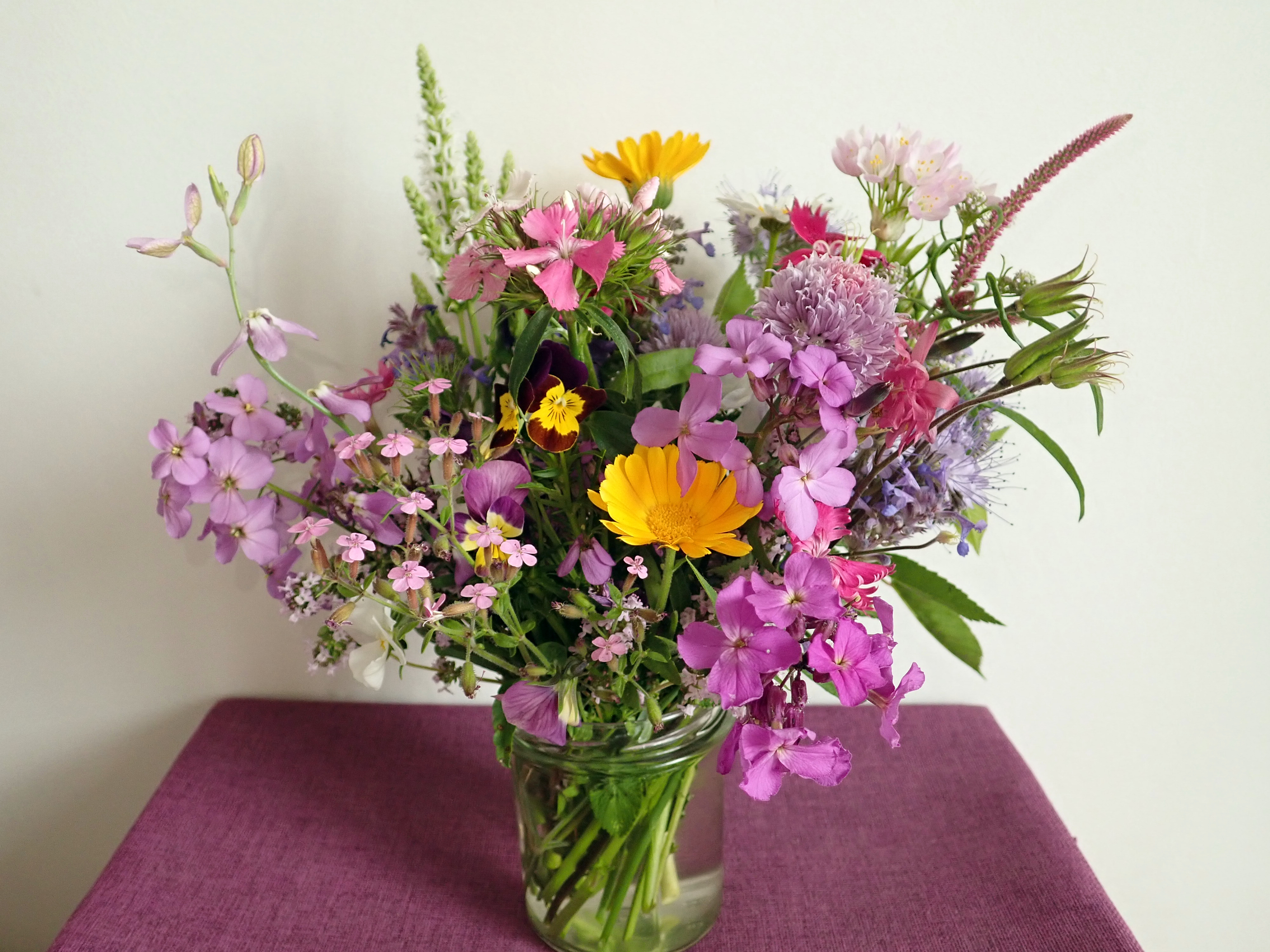
Kwiaty wieczornika w bukiecie

### Roślina ozdobna
Roślina uprawiana w ogrodach leśnych, ale też na rabatach. Ozdobna ze względu intensywne kwitnienie i aromat kwiatów przypominający goździki, silny zwłaszcza wieczorem. Ceniona także ze względu na przywabianie dużej ilości owadów, w tym motyli. Nadaje się na kwiat cięty. Gatunek uprawiany jest w ogrodach co najmniej od XVI wieku, współcześnie częściej w wiejskich

### Roślina jadalna
Nasiona zawierają 29–50% oleju. Jest on jadalny i z tego powodu roślina ma duży potencjał użytkowy. Nasiona mogą być też dodawane do sałatek. Spożywane w sałatkach są także liście, cechujące się dużą zawartością witaminy C i gorzkawym smakiem. Wykorzystuje się je także do ozdoby deserów. Nie mogą być jednak spożywane w dużych ilościach z powodu wywoływania w takich przypadkach wymiotów.

### Roślina lecznicza
Liście stosowane były w celu przeciwdziałania szkorbutowi oraz podczas jego leczenia.

### Inne zastosowania
- Olejek eteryczny wykorzystywany jest w przemyśle perfumeryjnym[14].
- Suszone kwiaty dodawane są do potpourri ze względu na pastelowe barwy i aromat[16].

## Uprawa
Roślina preferuje gleby żyzne, przepuszczalne, wilgotne i alkaliczne. Najlepiej rośnie na glebach leśnych, próchnicznych, ale toleruje też gleby słabe i po zadomowieniu dobrze znosi też susze. Dobrze rośnie w półcieniu, ale znosi miejsca słoneczne i cieniste.